# Roodoogkoevogel
De roodoogkoevogel (Molothrus aeneus) is een zangvogel uit de familie Troepialen (Icteridae).

## Verspreiding en leefgebied
Deze soort komt voor van de zuidwestelijke Verenigde Staten tot Panama en telt 3 ondersoorten:
- Molothrus aeneus loyei: de zuidwestelijke Verenigde Staten en noordwestelijk Mexico.
- Molothrus aeneus assimilis: zuidwestelijk Mexico.
- Molothrus aeneus aeneus: van zuidelijk Texas en oostelijk Mexico tot centraal Panama.